# Faste
Faste er frivillig afholdelse fra føde og i nogle tilfælde drikke og sex. Man kan faste af flere grunde: religiøse, medicinske eller sundhedsmæssige.
Periodisk faste er en type faste, hvor den fastende begrænser sit fødeindtag til bestemte periode eller bestemte dage.

## Religiøs faste
Flere religioner og trosretninger benytter faste til åndelig hengivelse og oplysning. Udover rituel faste, hvor fasten er lagt i kalenderen med faste dage, kendes individuel faste eller askese i forbindelse med overgangsriter eller stræben efter mystik og religiøs indsigt.

### Kristendom
Oldkirken opfordrede til faste onsdag og fredag for at lægge afstand til jødernes faste mandag og torsdag. Senere begrundedes valget med, at Jesus blev forrådt af Judas Iskariot på en onsdag, mens Tertullian anførte, at korsfæstelsen skete på en fredag. Snart blev fasteopfordringerne udvidet til at omfatte ugen op til påske og dagene før dåben. Da bodsvæsenet blev sat i system, spillede fasten en fremtrædende rolle. Hermas Hyrden fra Rom mellem 120 og 140 opfordrer med tanke på den kommende dommedag stærkt til at gøre bod: der blev kun givet syndsforladelse én gang. I løbet af 200-tallet udtænkte man en graduering af synd. Mindre synder blev afbødet med faste, anger, bøn og almisse.  Før kristendommen blev statsreligion i 391, fandt dåben normalt sted påskenat, og den døbte viste sig værdig til optagelse i menigheden gennem bøn, faste og nattevågen i ugerne før dåben. I de følgende århundreder blev barnedåb gradvis det almindelige. 
Fasten tillægges forskellig betydning i de kristne kirkesamfund.
Katolikkerne praktiserer en årlig rituel faste i de 40 dage (søndage tælles ikke med) fra askeonsdag til langfredag. Karnevallet (af middelalderlatin carne = "kød" + vale = "fjernelse") markerer begyndelsen på fasten. I fastetiden må der kun spises ét dagligt måltid ifølge kirkeretten.
Protestantisk kristendom har traditionelt været skeptisk over for faste og askese, men i nyere tid spores interesse for kropslige, erfarings- og følelsesmæssige sider som de kristne fastetraditioner.
Tallet 40 er i kristen, jødisk og muslimsk tankegang et udtryk for faste og afholdenhed. (Ordet karantæne stammer fra det latinske ord for 40 dage.) Tallet 40 sættes ofte i forbindelse med ørken som i det jødiske folks 40-årige ørkenvandring på Sinai-halvøen forud for indgangen i "det forjættede land" og Det Ny Testamente tekst om Jesu 40 dages ørkenfaste som den egentlige forberedelse til hans virke og livsmission.

### Kristen inspireret religion
Jesu Kristi Kirke af Sidste Dages Hellige har en månedlig fastedag (normalt den første søndag i måneden), hvor medlemmerne opfordres til at faste i stedet for at indtage to på hinanden følgende måltider med mad og drikke. De opfordres til at give et pengebeløb "fasteoffer" svarende til det (eller mere), de har sparet ved ikke at spise. Det går til de fattige.

### Islam
Hos muslimer hedder fasten sawm på arabisk og strækker sig over 30 dage i fastemåneden Ramadanen. Fasten er en af islams fem søjler. De faster hver dag fra daggry til solennedgang. Imens må de ikke drikke, spise, ryge eller have seksuelt samkvem. Efter solnedgang afbrydes dagens faste af et måltid, som samler familien. I ramadanen er fasten pålagt alle voksne muslimer, undtagen gravide, ammende, menstruerende, syge, ældre, rejsende og krigere. Hvis nogle er for syge til at faste i ramadanen, kan de faste en anden dag, og hvis det heller ikke kan lade sig gøre, kan de give penge til fattige som bod.
Fasten i ramadanen afsluttes med eid-festen for familie og venner. Der er også tradition for at give gaver, og mange vælger denne dag til at markere zakat, og der er tradition for at besøge familiegravstedet.
Blandt årsagerne til muslimernes faste er, at de vil underkaste sig og vise lydighed over for Allah. Muslimerne bliver befalet i Koranen:
”I som tror, fasten er pålagt jer, ligesom den var pålagt dem før jer, så I kan opnå gudsfrygtighed.” (al-Baqarah 2:183)
”Den af jer, der oplever måneden [Ramadanen] skal faste i den.” (al-Baqarah 2:185)
Andre årsager er, at fasten skal bruges til refleksion over, hvordan fattigere lever og taknemmelighed for, at man er velsignet med frivilligt at afstå fra mad, drikke og seksuelt samkvem.
Fasten i alevismen har et andet indhold.
Fasten bliver i Islam også brugt som en værn mod dårlige ting.[kilde mangler]

### Jødedom
I den jødiske kalender findes fastedage og fasteperioder. Mest udbredt er fasten i forbindelse med festerne yom kippur og purim. Endelig er der fastedage, der knytter sig til særlige begivenheder i jødedommens historie, som helligdagen tisha be-av, hvor der fastes til minde om templet i Jerusalems ødelæggelse i 586 f.Kr. og 70 e.Kr.

### Hinduisme
Hinduismen har indlagt flere fasteperioder af varierende strenghed op til de store helligdage. Ortodokse hinduer faster tirsdag og fredag, og de spiser én, måske to gange om dagen, og maden består fortrinsvis af grøntsager.

## Medicinsk faste
Før kirurgiske operationer er der fasteregler for at undgå opkastning under bedøvelsen. Det mest almindelige er seks timers faste for fast føde og to timer for tynde væsker for patienter over fire år.

## Helsefaste
I nogle kostfilosofier indgår faste, gerne med begrundelsen "at kroppen skal renses ud". Det kan også være en del af en vægttab.